# Pontchartrain (jezioro)

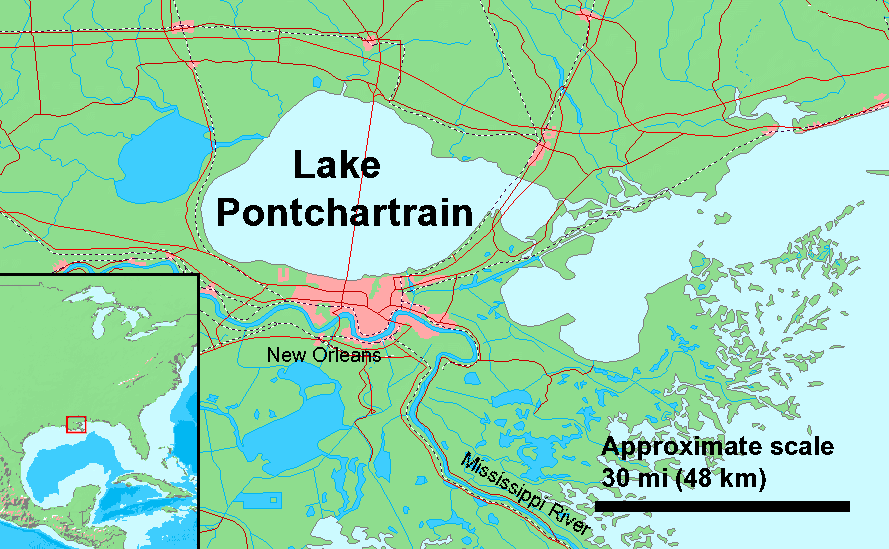
Jezioro Pontchartrain

Pontchartrain – jezioro w stanie Luizjana, na południu Stanów Zjednoczonych.
Drugie co do wielkości słone jezioro w tym kraju i największe w stanie Luizjana. Ze wschodu na zachód rozciąga się na ok. 65 km, z północy na południe na 39 km. Jego południowy brzeg stanowi północną granicę Nowego Orleanu.
Z północy na południe, przez środek jeziora, biegnie Lake Pontchartrain Causeway – do 2011 najdłuższy most świata (38,6 km).
Ze względu na specyfikę geologiczną regionu, jezioro Pontchartrain tworzy nieustanne zagrożenie powodziowe dla otaczającej go aglomeracji Nowego Orleanu. Nowy Orlean w większości leży poniżej poziomu jeziora, a od zalania chroni go system wałów przeciwpowodziowych i pomp odwadniających.
W 2005 roku na skutek spiętrzenia wód przez huragan Katrina wały chroniące miasto zostały przerwane w pięciu miejscach, a wody jeziora zalały 80 % powierzchni Nowego Orleanu.